# Schwarzmühlenteich
Der Schwarzmühlenteich ist ein Mühlenteich südlich des Lübecker Stadtteils Schlutup, der 1619 zum Betrieb einer Walkmühle aufgestaut wurde. Durch ihn verläuft die Landesgrenze zwischen Schleswig-Holstein und Mecklenburg-Vorpommern. Der nordwestliche Teil der Wasserfläche liegt auf dem Stadtgebiet Lübecks, der südöstliche innerhalb der Gemeinde Lüdersdorf.

## Geografie und Natur
Das 2,9 Hektar große Gewässer hat maximale Ausdehnungen von etwa 310 mal 180 Metern. Der Wasserspiegel liegt unterhalb von zehn Metern über dem Meeresspiegel. Von Westen ragt eine im Verlandungsbereich und auf den Gebieten beider Länder liegende Halbinsel in den Teich, die mit Laubgehölz bewachsen ist. Das Gewässer fließt über den Landgraben nach Westen zur Wakenitz, dieser Abschnitt wird auch Schlutuper Bach genannt, und nach Norden über den in diesem Abschnitt auch als Schwarzmühlenbach bezeichneten Graben zur Trave ab. Der Abfluss in nördlicher Richtung ist im Bereich einer Hofquerung verrohrt. Nach Süden, auf mecklenburg-vorpommerscher Seite, schließt sich ein größeres Waldgebiet an, durch das nahe entlang dem Ufer die Bundesstraße 104 auf dem Grenzstreifen der ehemaligen Innerdeutschen Grenze verläuft. Auf der Lübecker Uferseite grenzt lockere Wohn- und Gewerbebebauung an. Etwa 150 Meter nordöstlich beginnt ein zum Stadtteil Schlutup gehörendes Eigenheimgebiet.
Der schleswig-holsteinische Teil des Schwarzmühlenteiches liegt innerhalb des etwa 170 Hektar umfassenden Landschaftsschutzgebietes Schlutup.
Durch Wasserpflanzen, Schwingrasen und Röhrichtgürtel sind typische Merkmale der Verlandungsvegetation vorzufinden. Die Umgebung ist durch Bruchwald, Bebauung und Feuchtgrünland geprägt. Beeinträchtigungen werden durch Weidenutzung und dadurch bedingten Vertritt am nördlichen Ufer sowie durch Angelnutzung gesehen.

## Geschichte
Der Schwarzmühlenteich wurde 1619, zu Zeiten des aufstrebenden Tuchmachergewerbes, am Landgraben zum Betrieb einer Walkmühle aufgestaut. Ursprünglich war er ein natürlicher See in einer abflusslosen Mulde. Die Mühle wurde zunächst der Vorsteherschaft des St.-Annen-Klosters überlassen, ab 1670 stand sie dem Amt der Raschmacher zur Verfügung. Die Stadt Lübeck, der Eigentümer, verpachtete diese zum Zerstampfen von Lumpen genutzte Wassermühle sowie auch die Schlutuper Mühle (am Schlutuper Mühlenteich), in der Papier gefertigt wurde, ab 1715 nur noch gemeinsam, da das Wasser des Schwarzmühlenteichs auch für die Schlutuper Wassermühle von Bedeutung war und nur so der ständige Streit der beiden Mühlenbetreiber vermieden werden konnte. Nach Einstellung des Betriebes im Jahr 1798 wurde die Schwarzmühle 1816 abgebrochen.
Während der Befreiungskriege kam es hier am 22. August 1813 zum Überfall bei der Schwarzen Mühle zwischen dem dort stationierten Vorposten der französischen Besetzung Lübeck, dänischen Dragonern, und angreifenden mecklenburgischen Freiwilligen Jägern, die als Teil der Nordarmee unter schwedischem Oberbefehl standen.
Der ehemalige Standort der Mühle wird an der Stelle eines heute dort befindlichen landwirtschaftlichen Betriebes vermutet. Von der ehemaligen Mühlenanlage zeugt heute nur noch der Teich.